# Rivière Pierre (rivière Mitchinamecus)
Pour les articles homonymes, voir Pierre.
La rivière Pierre est un tributaire de la rivière Mitchinamecus laquelle est un tributaire de la rivière du Lièvre, coulant dans le territoire non organisé de Baie-Obaoca, dans la municipalité régionale de comté (MRC) de Matawinie, dans la région administrative des Lanaudière, dans la province de Québec, au Canada.
La rivière Pierre coule entièrement en zone forestière. Dès le milieu du XIXe siècle, la foresterie a été l'activité économique dominante du secteur ; les activités récréo-touristiques, en second.
La partie inférieure de cette petite vallée est desservie par le chemin de Parent.
La surface de la rivière est généralement gelée de la mi-novembre à la fin avril. La circulation sécuritaire sur la glace se fait généralement de fin décembre à début mars. Le niveau de l'eau de la rivière varie selon les saisons et les précipitations.

## Géographie
Les bassins versants voisins de la rivière Pierre sont :
- côté nord : rivière Mitchinamecus ;
- côté est : Lac de la Souris, lac Pothole ;
- côté sud : lac Wagwabika, lac Némiscachingue, lac Pothole ;
- côté ouest : lac long, rivière Mitchinamecus.

Le lac Pierre (longueur : 7,9 km ; largeur : 1,3 km ; altitude : 451 m) constitue le plan d'eau de tête de la rivière Pierre. Il comporte plusieurs zones de marais, surtout du côté sud et aux extrémités. Il est alimenté par du côté nord par deux décharges de lacs, quatre ruisseaux, ainsi que la décharge de huit lacs ; et du côté sud par la décharge (qui se déverse dans la Baie Sandy, situé à l'extrême Est du lac) de sept lacs. Son embouchure est situé sur la rive nord de la partie ouest du lac.
À partir de l'embouchure (situé au sud) du lac Pierre, la rivière Pierre coule sur 3,5 km, avec une dénivellation de 28 m, selon les segments suivants :
- 1,9 km vers l'ouest en recueillant la décharge (venant du nord) du Lac Paul, jusqu'à la décharge (venant du sud) des lacs Clair et Green ;
- 1,6 km vers le nord, en courbant vers l'ouest en fin de segment pour aller couper le chemin de Parent (sens nord-sud), jusqu'à son embouchure[2].

La rivière Pierre se déverse sur la rive est de la rivière Mitchinamecus, dans la partie sud du Lac Long lequel est formé par un élargissement de la rivière. De là, le courant traverse le lac Long vers le sud-ouest sur 1 km, puis suit le cours de la rivière Mitchinamecus sur 111,3 km, puis le cours de la rivière du Lièvre sur km laquelle se déverse sur la rive nord de la rivière des Outaouais.

## Toponymie
Le toponyme "rivière Pierre" a été officialisé le 24 janvier 1992 à la Banque des noms de lieux de la Commission de toponymie du Québec.